# Inconeuria
Inconeuria és un gènere d'insectes plecòpters pertanyent a la família dels pèrlids.

## Descripció
- Els adults presenten el cap de color groc.
- Les ales anteriors del mascle fan entre 16 i 20 mm de llargària i les de la femella 22-24.
- La placa subgenital de la femella és petita.[3]

## Hàbitat
En els seus estadis immadurs són aquàtics i viuen a l'aigua dolça, mentre que com a adults són terrestres i voladors.

## Distribució geogràfica
Es troba a Sud-amèrica: el Perú i Xile.

## Taxonomia
- Inconeuria chimu (Stark & Kondratieff, 2003)
- Inconeuria marcapatica (Klapálek, 1916)
- Inconeuria porteri (Navàs, 1919)[13][14][15]